# Berner Ogham-Zeichenübersicht
Die Berner Ogham-Zeichenübersicht ist ein frühmittelalterlicher siebenzeiliger Manuskripteintrag in Ogham-Schrift im Codex 207, Corpus Grammaticorum Latinorum, folio 1b recto (früher Codex Bernensis 207, fol. 257r). Die Handschrift wird in der Burgerbibliothek Bern, Schweiz, aufbewahrt. Der Ogham-Eintrag wird auf Ende des 8. bis Anfang des 9. Jahrhunderts n. Chr. datiert.
Das Manuskript ist vermutlich in Fleury, Saint-Benoît-sur-Loire, Département Loiret, Frankreich, entstanden. Der Ogham-Eintrag erfolgte wahrscheinlich durch einen irischen Schreiber.

## Inschrift
Am Anfang der Manuskriptseite stehen ein siebenzeiliger Ogham-Text sowie ein zwölfzeiliger lateinischer Text.

### Lateinischer Text
Zwischen den Zeilen und zum Teil direkt auf den Ogham-Zeichen (Überschreibungen in 1. Zeile) wurde von einem anderen Schreiber ein lateinischer grammatikalischer Text eingefügt, der aus zwölf Zeilen besteht und keinen Bezug zu den Ogham-Zeichen hat. Der lateinische Text behandelt mittels Fragen und Antworten die 4. und 5. Deklination. Die Seite vorher ist nicht mehr vorhanden. Sie wird wohl die 3. Deklination behandelt haben.
In der 1. Zeile steht „plus. Quas priscian(us) bene c(om)memorat. Quarta declinatio.“ Die 2. Zeile beginnt mit „Que est agnitio quarte declinationis?“ Die 11. Zeile endet mit „Quinta declinatio q(uo)t litt(er)as termi“. In der 12. Zeile steht nur noch die Silbe „na“. Der Text bricht somit mitten im Wort „termina(…)“ ab.

### Ogham-Text

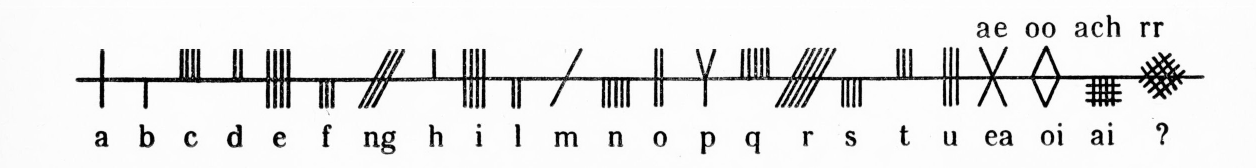
Zeichen und Übertragung der 1. Zeile nach Derolez. In der Silbenübersicht der 2. bis 7. Zeile wird das Zeichen für Q zusätzlich mit K und das Zeichen für U zusätzlich mit V sowie das letzte Zeichen mit Z übertragen.

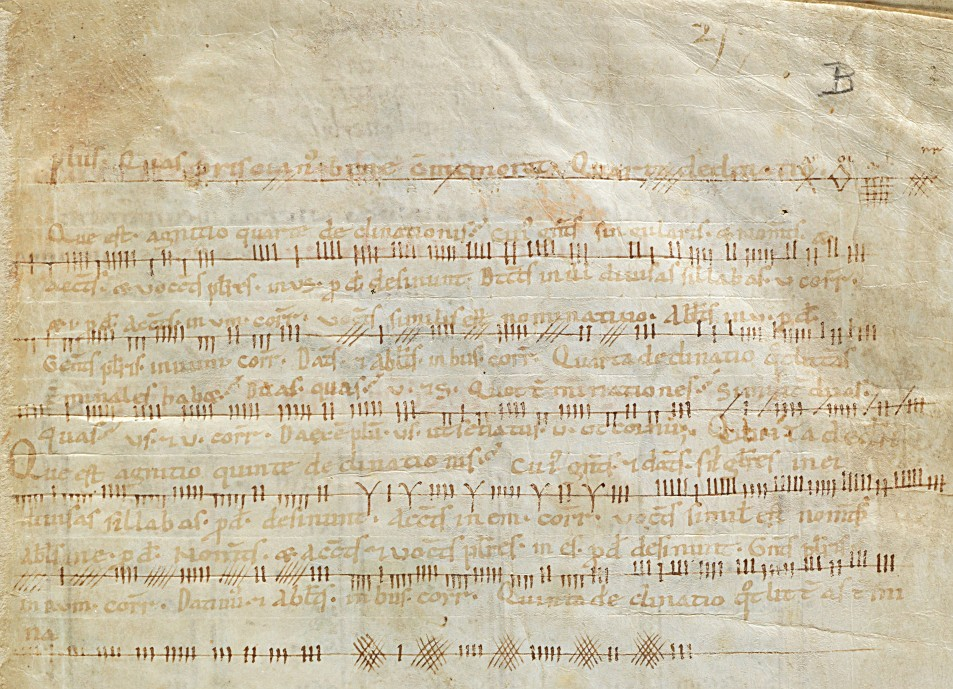
Berner Ogham-Zeichenübersicht – Übertragung der Zeilen mit herkömmlicher Übertragung und zusätzlicher Verwendung (Zeile 1) sowie der Silbenübersicht 8 (Zeilen 2 bis 7)
1. Zeile: A B C D E F G/NG H I L M N O P Q/K R S T U/V AE/EA OO/OI ACH/CH/KS RR/Z
2. Zeile: BA BE BI BO BU CA CE CI CO CU DA DE DI DO DU
3. Zeile: FA FE FI FO FU GA GE GI GO GU HA HE HI HO HU
4. Zeile: KA KE KI KO KU LA LE LI LO LU MA ME MI MO MU
5. Zeile: NA NE NI NO NU PA PE PI PO PU QA QE QI QO QU
6. Zeile: RA RE RI RO RU SA SE SI SO SU TA TE TI TO TU
7. Zeile: VA VE VI VO VU ZA ZE ZI ZO ZU

In der 1. Zeile sind die Ogham-Zeichen in der Reihenfolge des lateinischen Alphabets angeordnet. Einige durch Überschreibungen mit lateinischen Buchstaben nicht sicher erkennbare Zeichen und auch nicht mehr sichtbare Zeichen können deshalb mit großer Wahrscheinlichkeit leicht ergänzt werden.
Das Zeichen NG wird in der 1. Zeile nach F eingeordnet und somit wie auch in der folgenden Silbenübersicht für G verwendet. Die Ogham-Reihe kennt im Gegensatz zum lateinischen Alphabet kein Zeichen für K. Wahrscheinlich hat der Schreiber die Lücke nicht ausgefüllt, da er in der anschließenden Silbentabelle das Zeichen für Q auch für K verwendet. Der Buchstabe P wird durch ein Zeichen in Y-Form dargestellt, das in dieser Form für P sonst nicht belegt ist. Über die vier Doppellaute am Zeilenende, den Forfeda, hat der Schreiber die Übertragungen hinzugefügt. Sie weisen andere Lautfolgen auf als in der herkömmlichen Überlieferung, wobei es jedoch auch in anderen Anwendungen durchaus unterschiedliche seltene Übertragungsvarianten gibt. Das in der Handschrift wie auch im Book of Ballymote mit „ach“ übertragene Zeichen steht in anderen Texten oberhalb der Stammlinie und hat in diesen vier waagerechte Striche. Beim letzten Zeichen lässt Derolez die Übertragung offen, hält aber auch Z für möglich und überträgt es schließlich wie McManus mit Z in der Silbenübersicht.
In den Zeilen zwei bis sieben schließt sich eine Silbenübersicht an. Die darin enthaltenen Silben sind alle nach demselben Muster gebildet. Alle Mitlaute des lateinischen Alphabets werden in alphabetischer Reihenfolge zusammen mit allen lateinischen Selbstlauten – ebenfalls in alphabetischer Reihenfolge – als Silben systematisch dargestellt. Alle Silben sind noch gut lesbar.

## Besonderheit
Die Berner Ogham-Zeichenübersicht von etwa 800 n. Chr. ist der älteste längere Ogham-Eintrag in mittelalterlichen Handschriften überhaupt. Er ist etwa zeitgleich mit der kurzen Ogham-Unterschrift im Stowe Missal, einem irischen Messbuch.